# Audnedal
Audnedal fue un antiguo municipio de la desaparecida provincia de Vest-Agder, Noruega. El municipio nuevo de Audnedal fue creado en 1964 luego de fusionar Grindheim y Konsmo. El centro administrativo del municipio es la villa de Byremo. El municipio desapareció en 2020 cuando Audnedal se fusionó con el municipio vecino de Lyngdal en lo que ahora es el condado de Agder.
El antiguo municipio (ver Undal) tenía límites bastantes distintos: se designó municipio en 1838 pero en 1845 fue dividido en Nord-Audnedal (dividido en Konsmo y Vigmostad en 1911) y Sør-Audnedal (Spangereid se separó en 1899).
Es un municipio mediterráneo, y el municipio de Åseral limita con él por el norte, Hægebostad por el oeste, Lyngdal y Lindesnes por el sur, y Marnardal por el este. En el noreste limita con Evje og Hornnes en el condado de Aust-Agder.

## Información general

### Nombre
La forma en nórdico antiguo del nombre es Auðnudalr. El primer elemento es el caso genitivo del nombre del río Auðna (actualmente Audnedalselva) y el último elemento es dalr que significa "valle". El nombre del río deriva de la palabra en nórdico auðn que significa "destrucción" (a causa de inundación).

### Escudo
Su escudo es moderno, y data de 1991. El mismo muestra la hoja de una cierra circular que representa la industria maderera en el municipio.

## Población
A comienzos del siglo XII la población era de 1565 habitantes.
En 1875 el territorio que hoy es Audnedal alojaba 2,159 habitantes, la población más elevada en su historia. Luego la población disminuyó de forma continua hasta la Segunda Guerra Mundial. Muchos emigraron a América en búsqueda de nuevos horizontes. Se estima que entre 1877 a 1907 más de 1,200 personas de Audnedal emigraron, y probablemente hacia 1939 el total de emigrantes ascendió a unas 2,500 personas.